# Fabien Galateau
Fabien Galateau, né le 23 juillet 1913 à Nanteuil-la-Fosse (aujourd'hui Nanteuil-la-Forêt) dans la Marne et mort le 23 septembre 1995 à Avignon, est un coureur cycliste français. Professionnel de 1933 à 1944, il a notamment remporté deux étapes du Tour de France.

## Palmarès
- 1933
  - Toulon-Aubagne-Toulon
  - 2e de Nice-Toulon-Nice
- 1934
  - 4e étape du GP Wolber indépendants
  - 2e de Toulon-Aubagne-Toulon
- 1936
  - Nice-Toulon-Nice :
    - Classement général
    - 1re étape

  - 2e du Tour du Vaucluse
  - 2e du Circuit des Alpes
- 1937
  -  Champion de France des aspirants
  - Circuit du Ventoux
  - 2e du Circuit d'Auray
  - 2e du Circuit du Bourbonnais
  - 3e du Circuit des Alpes
  - 3e du Grand Prix de Marmignolles
- 1938
  - 2e étape du Tour de l'Oise
  - Circuit du Cantal
  - 19e étape du Tour de France
  - 3e du Tour de l'Oise
  - 4e de Milan-San Remo
- 1939
  - Manche-Océan
  - Grand Prix de l'Écho d'Alger
  - 11e étape du Tour de France
  - 3e du championnat de France sur route
- 1943
  - 3e du Circuit du Ventoux

## Résultats sur les grands tours

### Tour de France
- 1934 : 36e
- 1936 : 40e
- 1937 : 25e
- 1938 : 28e, vainqueur de la 19e étape
- 1939 : 22e, vainqueur de la 11e étape

### Tour d'Italie
- 1934 : 42e
- 1938 : 25e